# Macrorhynchia nuttingi
Macrorhynchia nuttingi is een hydroïdpoliep uit de familie Aglaopheniidae. De poliep komt uit het geslacht Macrorhynchia. Macrorhynchia nuttingi werd in 1927 voor het eerst wetenschappelijk beschreven door Hargitt. 